# Ingrandes, Maine-et-Loire

Ingrandes este o comună în departamentul Maine-et-Loire, Franța. În 2009 avea o populație de 1,608 de locuitori.